# Erica copiosa
Erica copiosa är en ljungväxtart som beskrevs av Wendl. Erica copiosa ingår i släktet klockljungssläktet, och familjen ljungväxter.

## Underarter
Arten delas in i följande underarter:
- E. c. linearisepala
- E. c. parvisepala